# Анна фон Хоенлое
Анна фон Хоенлое-Вайкерсхайм (на немски: Anna von Hohenlohe, Anna von Hohenlohe-Weikersheim; * пр. 1371; † 1 юни 1434) е графиня на Хоенлое-Вайкерсхайм и чрез женитби господарка на Хоенлое-Браунек и на Вайнсберг.
Тя е дъщеря на граф Крафт III фон Хоенлое-Вайкерсхайм († 1371) и съпругата му ландграфиня Анна фон Лойхтенберг († 1390), дъщеря на ландграф Улрих I фон Лойхтенберг († 1334) и втората му съпруга Анна фон Нюрнберг († сл. 1340).
Сестра е на Крафт IV († 1399), Георг († 1423), епископ на Пасау (1388 – 1423), и на Аделхайд († 1370), омъжена 1367 г. за граф Хайнрих IV фон Фюрстенберг († 1408).

## Фамилия
Анна фон Хоенлое се омъжва пр. 15 март 1388 г. за Конрад II фон Хоенлое-Браунек (* пр. 1368; † 7 август 1390), син на Готфрид III фон Хоенлое-Браунек († 1367/1368) и съпругата му Агнес фон Кастел († 1365). Те имат една дъщеря:
- Анна/Маргарета фон Хоенлое-Браунек (* пр. 1390; † сл. 1429), омъжена I. на 29 октомври 1398 г. за граф Хайнрих XXI фон Шварцбург-Ваксенбург († 1406), II. пр. 13 юли 1417 г. за граф Йохан II фон Хардек, бургграф на Магдебург († 1427)

Анна фон Хоенлое се омъжва втори път между 26 август и 11 ноември 1396 г. за Конрад IX фон Вайнсберг (* ок. 1370; † 18 януари 1448), син на граф Енгелхард VIII фон Вайнсберг († 1417) и графиня Анна фон Лайнинген-Хартенбург († 1413/1415). Те имат една дъщеря:
- Елизабет фон Вайнсберг (* пр. 1424; † сл. 26 януари 1498), омъжена пр. 1422 г. за херцог Ерих V фон Саксония-Лауенбург-Ратцебург († 1435)

Конрад IX фон Вайнсберг се жени втори път на 8 септември 1434 г. за Анна фон Хенеберг-Шлойзинген (* 26 януари 1421; † сл. 3 март 1455).